# Maurice Tavant
Maurice Pierre Tavant (* 16. November 1936 in Tournon-sur-Rhône, Département Ardèche; † 26. April 2022 in Saint-Chamond, Département Loire) war ein französischer Boxer. Er war u. a. Europameister der Berufsboxer im Leichtgewicht.

## Werdegang
Maurice Tavant wurde nach kurzer Amateurzeit 1959 Berufsboxer. Sein Domizil war Lyon, sein Manager und Trainer Robert Peronne. Seinen ersten Kampf als Profi bestritt er am 25. Oktober 1959 in Paris und verlor dabei im Leichtgewicht gegen seinen französischen Landsmann Andre Olivier. Danach blieb er in 18 Kämpfen ungeschlagen. U. a. besiegte er dabei am 23. Juni 1961 in Lyon in der Revanche Olivier nach Punkten. Am 9. April 1962 verlor er in Lyon überraschend gegen den Algerier Belhadri Belkheir durch K. o., konnte diesen aber in der Revanche am 1. Oktober 1962 in Lyon nach Punkten besiegen.
In den folgenden zwei Jahren kämpfte er mit unterschiedlichen Erfolgen gegen in- und ausländische Boxer. Am 10. August 1963 verlor er in San Piero di Bagno gegen den italienischen Meister Piero Brandi nach Punkten, während er am 29. November 1964 in der Dortmunder Westfalenhalle den deutschen Meister Karl Furcht klar nach Punkten schlug.
Am 30. Juni 1965 boxte er in Villeurbanne erstmals um die französische Meisterschaft. Er schlug dabei im Super-Leichtgewicht den Titelverteidiger Daniel Demeux nach Punkten und holte sich damit den Titel. Wenige Monate später bezwang er in Villeurbanne im Kampf um den Europameistertitel im Leichtgewicht den Italiener Franco Brondi in der 3. Runde durch K. o. Am 5. Februar verteidigte Tavant diesen Titel in der Kieler-Ostseehalle gegen den Schützling von Manager Theo Wittenbrinck, Lothar Abend, durch einen Technischen-K.-o.-Sieg in der 10. Runde. Am 16. April konnte er seinen Titel in Villeurbanne dann noch einmal verteidigen. Er schlug dabei Aldo Pravisani aus Italien nach Punkten.
Am 3. November 1966 verlor Tavant in Kopenhagen den Europameistertitel durch eine Punktniederlage gegen den Dänen Børge Krogh.
Den Meistertitel im Super-Leichtgewicht hatte er vor seinen Europameisterschaftskämpfen zurückgeben müssen. Sein Versuch, französischer Meister im Leichtgewicht zu werden, scheiterte am 17. Mai 1968, als er in Villeurbanne gegen den Titelverteidiger René Roque nur ein Unentschieden erreichte, womit dieser Meister blieb. Am 27. Januar 1969 holte sich Tavant diesen Titel mit einem Technischen-K.-o.-Sieg über Leonard Tavarez, der vorher René Roque entthront hatte, dann doch noch. Am 5. Juni 1969 traf er in Kopenhagen erneut auf Krogh. Dieser gewann aber auch diesen Revanchekampf nach Punkten.
Am 31. März hatte Tavant im Palais des Sports in Lyon den Panamesen Ismail Laguna zum Gegner. Es ging dabei für ihn um nicht mehr oder weniger, als mit einem Sieg über Laguna, der vor kurzem noch die Weltmeistertitel der Boxverbände WBA und WBC besessen hatte, in das große internationale Box-Geschäft zu kommen. Der Versuch misslang, denn Tavant verlor diesen Kampf nach Punkten. Laguna wurde später dann nochmals Weltmeister der o. g. Verbände.
Am 6. November 1971 verlor Tavant in Lyon bei dem Versuch, noch einmal französischer Meister im Super-Leichtgewicht zu werden, durch eine K.-o.-Niederlage gegen Roger Zami. Das war sein letzter Kampf.
Tavant war ein guter Techniker, der aber auch über einen harten Punch verfügte, das beweisen seine 29 K.-o.-Siege bei 51 gewonnenen Kämpfen.

## Titelkämpfe als Profi
| Datum     | Ort                     | um den Titel von | Gewichtsklasse | Ergebnis                                                         |
| 30.6.1965 | Villeurbanne            | Frankreich       | Super-Leicht   | Punktsieg über Daniel Demeux                                     |
| 9.10.1965 | Villeurbanne            | Europa (EBU)     | Leicht         | K.O.-Sieg in der 3. Runde über Franco Brondi, Italien            |
| 5.2.1966  | Ostseehalle Kiel        | Europa (EBU)     | Leicht         | Techn. K.O.-Sieg in der 10. Runde über Lothar Abend, Deutschland |
| 16.4.1966 | Villeurbanne            | Europa (EBU)     | Leicht         | Punktsieg über Aldo Pravisani, Italien                           |
| 3.11.1966 | Kopenhagen              | Europa (EBU)     | Leicht         | Punktniederlage gegen Borge Krogh, Dänemark                      |
| 17.5.1968 | Villeurbanne            | Frankreich       | Leicht         | unentschieden gegen René Roque, Frankreich                       |
| 27.1.1969 | Palais des Sports Paris | Frankreich       | Leicht         | Technischer-K.o.-Sieg über Leonard Tavarez                       |
| 6.11.1971 | Lyon                    | Frankreich       | Super-Leicht   | Technischer-K.o.-Niederlage gegen Roger Zami                     |